# Kup Maršala Tita 1960-1961
La Kup Maršala Tita 1960-1961 fu la 14ª edizione della Coppa di Jugoslavia. 2325 squadre parteciparono alle qualificazioni, 32 furono quelle che raggiunsero la coppa vera e propria, che si disputò dall'11 dicembre 1960 al 28 maggio 1961.
Il detentore era la Dinamo Zagabria, che in questa edizione fu uscì agli ottavi di finale.
Il trofeo fu vinto dal Vardar, neopromossa in Prva liga che sconfisse in finale il Varteks Varaždin, squadra di seconda divisione. Per i macedoni fu il primo ed unico titolo in questa competizione.

Grazie al successo, il Vardar ottenne l'accesso alla Coppa delle Coppe 1961-1962.
Il Partizan, vincitore del campionato, uscì agli ottavi di finale.

## Qualificazioni
```
Queste alcune delle partite della coppa di 
Voivodina
:
[
5
]

Proleter Zrenjanin - Omladinac R. Topol. 8-0
Omladinac Botoš - Proleter Zrenjanin     1-5
Begej Žitište - Proleter Zrenjanin       1-7
Proleter Zrenjanin - Rusanda Melenci     8-1
ŽFK Banat Zrenjanin - Proleter Zrenjanin 2-5
Proleter Zrenjanin - Bilećanin Sečanj    5-1
TSK Temerin - Proleter Zrenjanin         2-5
Proleter Zrenjanin - Spartak Subotica II 2-1
PSK Pančevo - Proleter Zrenjanin         2-0
```

## Squadre qualificate

### Calendario
| Turno                | Gare       | Date             | Numero gare | Riduzione squadre |
| -------------------- | ---------- | ---------------- | ----------- | ----------------- |
| Sedicesimi di finale | Gara unica | 11 dicembre 1960 | 16          | 32 → 16           |
| Ottavi di finale     | Gara unica | 18 dicembre 1960 | 8           | 16 → 8            |
| Quarti di finale     | Gara unica | 26 febbraio 1961 | 4           | 8 → 4             |
| Semifinali           | Gara unica | 5 marzo 1961     | 2           | 4 → 2             |
| Finale               | Gara unica | 28 maggio 1961   | 1           | 2 → 1             |

## Sedicesimi di finale
| Squadra 1                  | Risultato             | Squadra 2            |
| -------------------------- | --------------------- | -------------------- |
| 11 dicembre 1960           |                       |                      |
| (3) Borovo                 | 2 – 0                 | Trešnjevka (2)       |
| (3) Jedinstvo Bihać        | 1 – 2                 | Borac Banja Luka (2) |
| (3) Jedinstvo Bijelo Polje | 1 – 2                 | Vardar (1)           |
| (2) Mačva Šabac            | 0 – 3                 | Hajduk Spalato (1)   |
| (3) Maribor                | 0 – 4                 | Stella Rossa (1)     |
| (1) OFK Belgrado           | 5 – 2                 | Radnički Sombor (2)  |
| (1) Partizan               | 3 – 1                 | Budućnost (2)        |
| (2) Proleter Osijek        | 2 – 1 (dts)           | Novi Sad (2)         |
| (3) Rabotnički             | 3 – 2                 | Rijeka (1)           |
| (1) Radnički Belgrado      | 2 – 0                 | Spartak Subotica (2) |
| (2) Sloboda Tuzla          | 2 – 2 (dts) (4-2 dtr) | Vojvodina (1)        |
| (3) Sloga Kraljevo         | 6 – 4                 | Pobeda (2)           |
| (1) RNK Spalato            | 3 – 2 (dts)           | Sarajevo (1)         |
| (2) Sebenico               | 3 – 1                 | Sutjeska (2)         |
| (2) Varteks Varaždin       | 1 – 0                 | Željezničar (2)      |
| (1) Velež Mostar           | 0 – 1                 | Dinamo Zagabria (1)  |

## Ottavi di finale
| Squadra 1             | Risultato | Squadra 2           |
| --------------------- | --------- | ------------------- |
| 18 dicembre 1960      |           |                     |
| (2) Borac Banja Luka  | 0 – 3     | Borovo (3)          |
| (1) Hajduk Spalato    | 1 – 0     | Dinamo Zagabria (1) |
| (1) Radnički Belgrado | 4 – 1     | Sloga Kraljevo (3)  |
| (1) Stella Rossa      | 0 – 1     | Sloboda Tuzla (2)   |
| (1) RNK Spalato       | 1 – 0     | OFK Belgrado (1)    |
| (2) Sebenico          | 9 – 1     | Rabotnički (3)      |
| (1) Vardar            | 3 – 2     | Partizan (1)        |
| (2) Varteks Varaždin  | 3 – 1     | Proleter Osijek (2) |

## Quarti di finale
| Squadra 1          | Risultato | Squadra 2             |
| ------------------ | --------- | --------------------- |
| 26 febbraio 1961   |           |                       |
| (3) Borovo         | 0 – 1     | Varteks Varaždin (2)  |
| (1) Hajduk Spalato | 4 – 3     | Sebenico (2)          |
| (2) Sloboda Tuzla  | 1 – 4     | RNK Spalato (1)       |
| (1) Vardar         | 4 – 1     | Radnički Belgrado (1) |

## Semifinali
| Squadra 1            | Risultato   | Squadra 2          |
| -------------------- | ----------- | ------------------ |
| 5 marzo 1961         |             |                    |
| (1) Vardar           | 5 – 2       | RNK Spalato (1)    |
| (2) Varteks Varaždin | 2 – 0 (dts) | Hajduk Spalato (1) |

## Finale
| Arbitro: | Božo Stanišić (Sarajevo) |

|                              |           |          |
| Nikolovski 50’ Ilijevski 53’ | Marcatori | 59’ Pikl |

| Vardar | Varteks |

|             |  |                     |  |
|             |  |                     |  |
| P           |  | Tode Georgijevski   |  |
|             |  | Blagoja Vučidolov   |  |
|             |  | Petar Anđušev       |  |
|             |  | Slavko Dačevski     |  |
|             |  | Časlav Božinovski   |  |
|             |  | Dragan Trajčevski   |  |
|             |  | Mirko Ilijevski     |  |
|             |  | Vladimir Nikolovski |  |
|             |  | Stojan Velkovski    |  |
|             |  | Andon Dončevski     |  |
|             |  | Petar Šulinčevski   |  |
| Allenatore: |  |                     |  |
| Antal Lyka  |  |                     |  |

|                 |  |                   |          |
|                 |  |                   |          |
| P               |  | Blaž Jurec        |          |
|                 |  | Stanko Crnković   | Uscita   |
|                 |  | Josip Matković    |          |
|                 |  | Rihard Rojnik     |          |
|                 |  | Antun Rodik       |          |
|                 |  | Aleksandar Krleža |          |
|                 |  | Damir Hrain       |          |
|                 |  | Ivan Pikl         |          |
|                 |  | Ivan Pintarić     |          |
|                 |  | Karlo Sviben      |          |
|                 |  | Franjo Frančeškin |          |
| A disposizione: |  |                   |          |
|                 |  | Vlado Čuhelj      | Ingresso |
| Allenatore:     |  |                   |          |
| Ivan Jazbinšek  |  |                   |          |